# Polská pošta

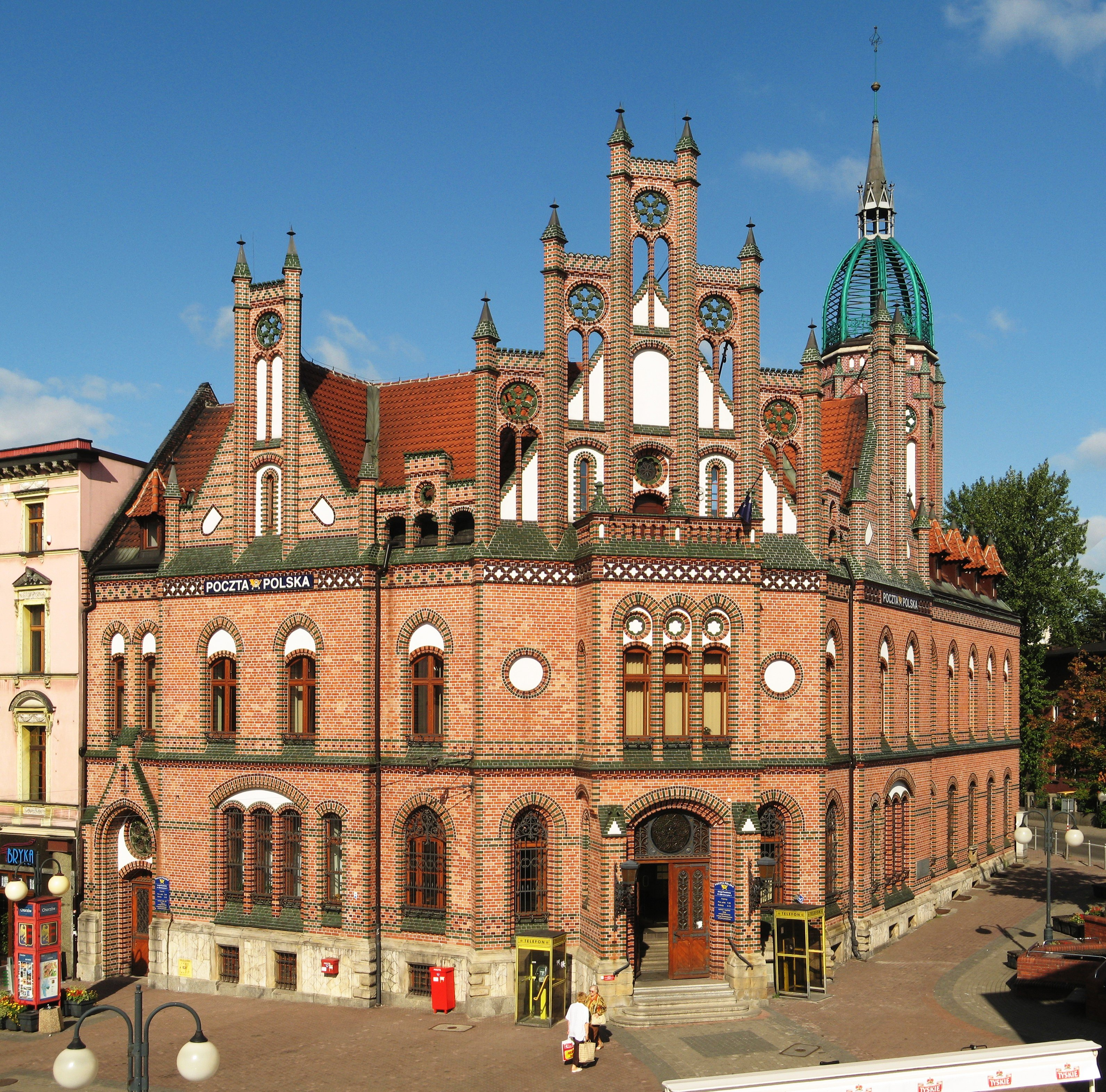
Budova pošty v Chořově

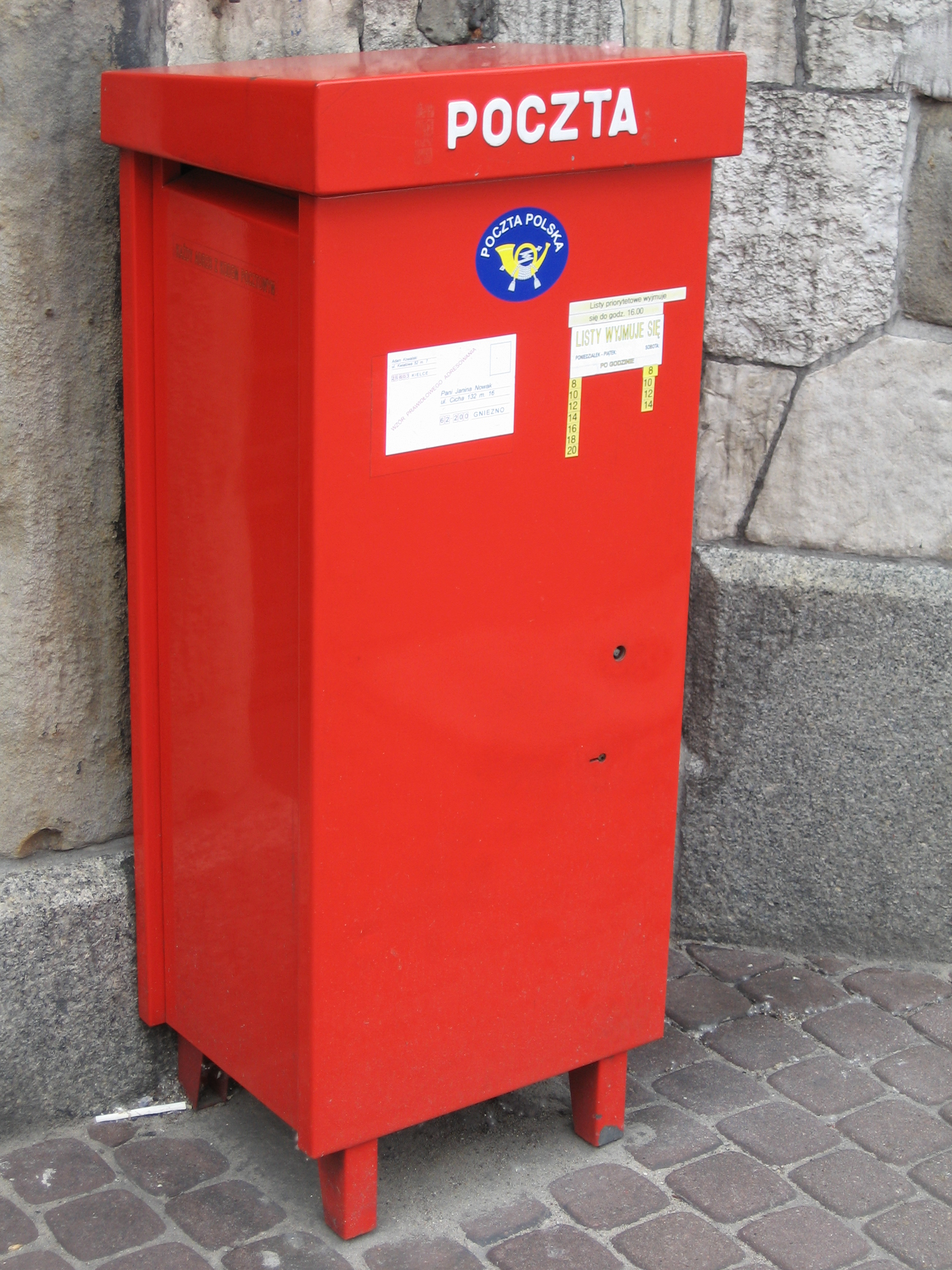
Velká polská poštovní schránka

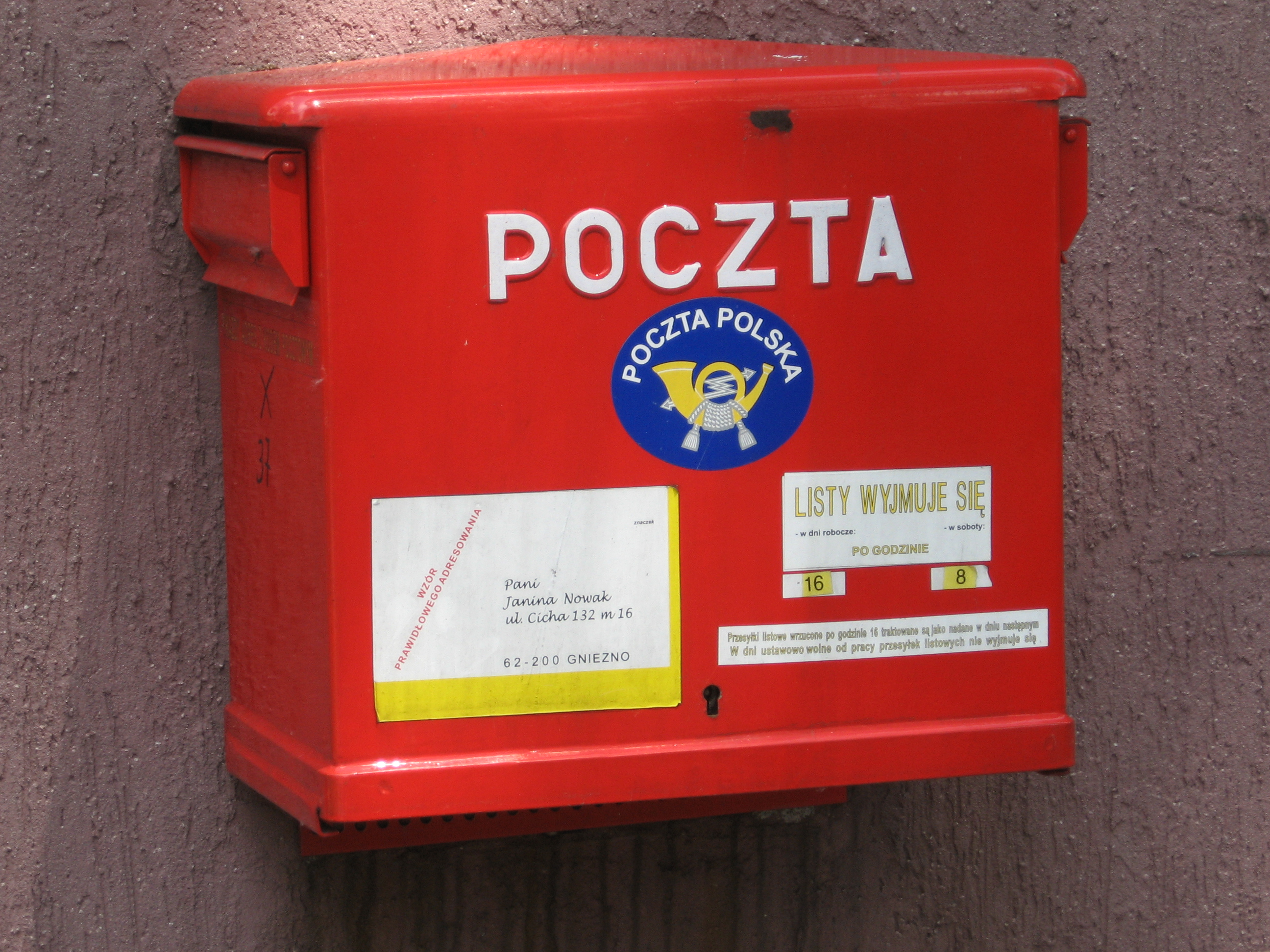
Standardní polská poštovní schránka

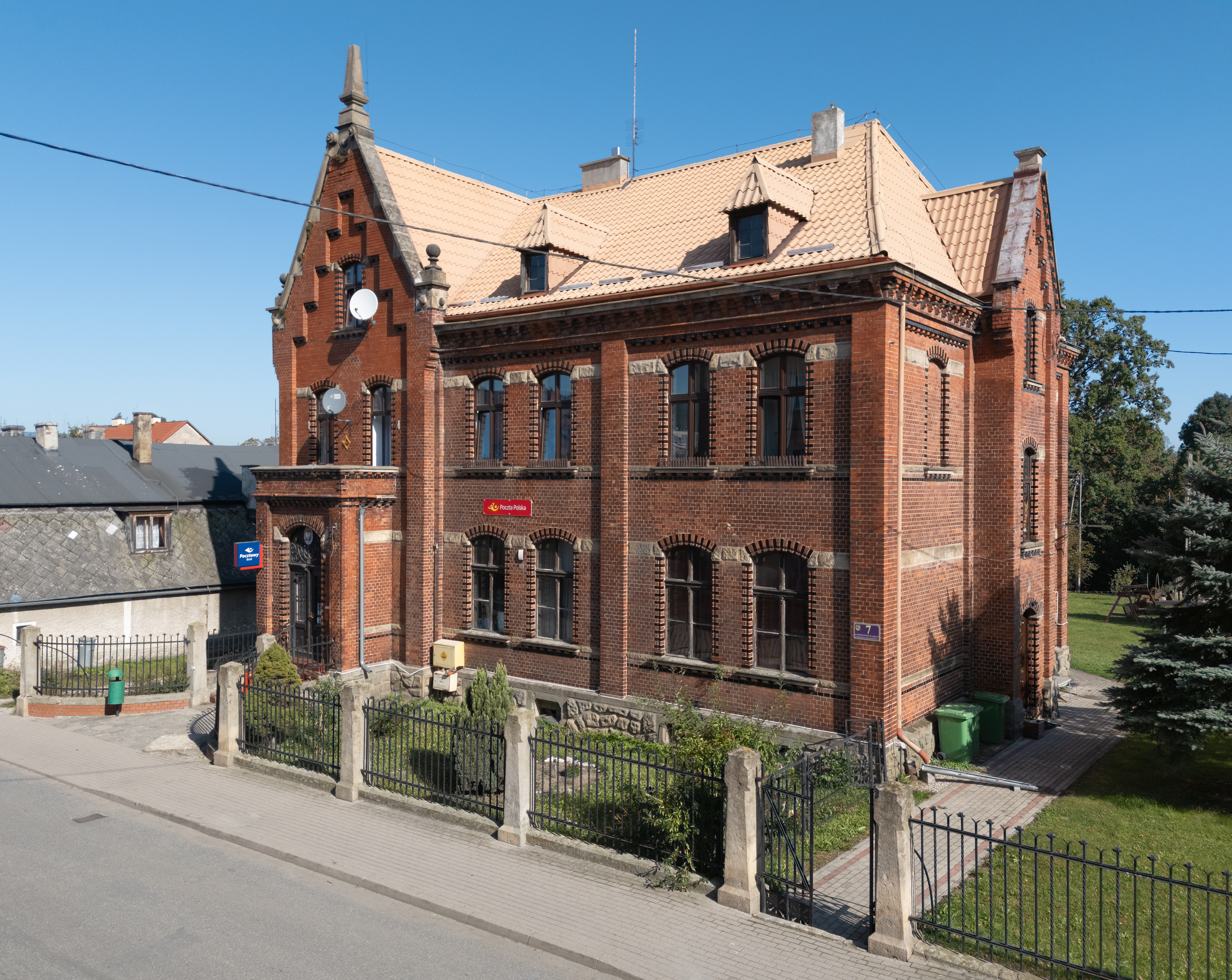

Polská pošta (Poczta Polska) je polský státní úřad (přesněji státní podnik veřejných služeb) zabývající se poskytováním poštovních služeb (doručováním zásilek, zpráv, neadresních tiskovin apod.), peněžních služeb (platby na účet a pod.), bankovních služeb (pro Poštovní banku) a některých telekomunikačních služeb.
Polská pošta je veřejným poštovním operátorem, což znamená, že je ze zákona povinna poskytovat tzv. všeobecné poštovní služby. Znamená to, že má povinnost na celém území státu poskytovat služby spočívající v přijímání a doručování:
- dopisů do 2 kg
- balíků do 10 kg (balíky do ciziny mohou vážit do 20 kg)
- slepeckých zásilek
- peněžních složenek

Navíc musí umožnit na přání odesílatele odeslání dopisu doporučeně, dopisu či balíku jako cenné zásilky a musí vystavit potvrzení o doručení a odeslání zásilky na poste restante.
Polská pošta je povinna umožnit všem občanům Polska využívat všech základních poštovních služeb (a to i tam, kde jsou tyto služby ztrátové). Polská pošta má povinnost udržovat předepsanou síť pošt (minimálně jedna pošta na každých 7 tis. obyvatel a minimálně jedna pošta na každých 65 km² venkovských oblastí) a také dodržovat ustálené minimální standardy kvality. Veřejný operátor (poskytovatel služeb) nemůže nikomu odmítnout provést běžnou/veřejnou poštovní službu, pokud se ten někdo řídí podmínkami Řádu poskytování těchto služeb. Pokud poskytování základních poštovních služeb přináší poště ztráty, existuje možnost dotovat je ze státního rozpočtu.

## Historie
Polská pošta považuje za datum svého založení 18. října 1558, kdy ji ustanovil polský král Zikmund II. August a jejím vedením a organizací pověřil Itala Prospera Provanu.
Polská pošta byla po druhé světové válce obnovena v roce 1944, kdy byl uvedl do provozu poštovní úřad v Lublinu. V roce 1991 se ze struktury státního podniku Polská pošta, telegraf a telefon oddělila část, která se zabývá telekomunikačními službami a vznikl tak podnik Telekomunikacja Polska (Polské telekomunikace).
K 1. lednu 2006 zavedla Polská pošta službu zásilky na dobírku a tím ukončila vázání služby dobírky na jiné služby (listovní zásilka, balík).
Muzeum pošty a telekomunikací se nachází ve Vratislavi, Muzeum Polské pošty v Gdaňsku.

## Služby poskytované Polskou poštou
- listovní zásilka
- dopisnice
- bezadresní tiskovina (reklamní letáčky)
- reklamní zásilka
- poštovní balík
- zásilka na dobírku
- Pocztex - kurýrní zásilky
- drážní zásilka
- peněžní složenka
- peněžní příkaz
- vklady na bankovní účty, ZUS (polské sociální a zdravotní pojištění), potvrzení podání o přiznání daně
- poplatky za televizní a rádiové přijímače
- DM System - direct marketing
- úplný poštovní servis
- filatelistické předplatné
- předplatné tisku
- poštovní telegram
- depozitní balík
- Poštovní informace pro turisty
- zahraniční služby